# Queda da Babilónia

Extensão do Império Neobabilónico

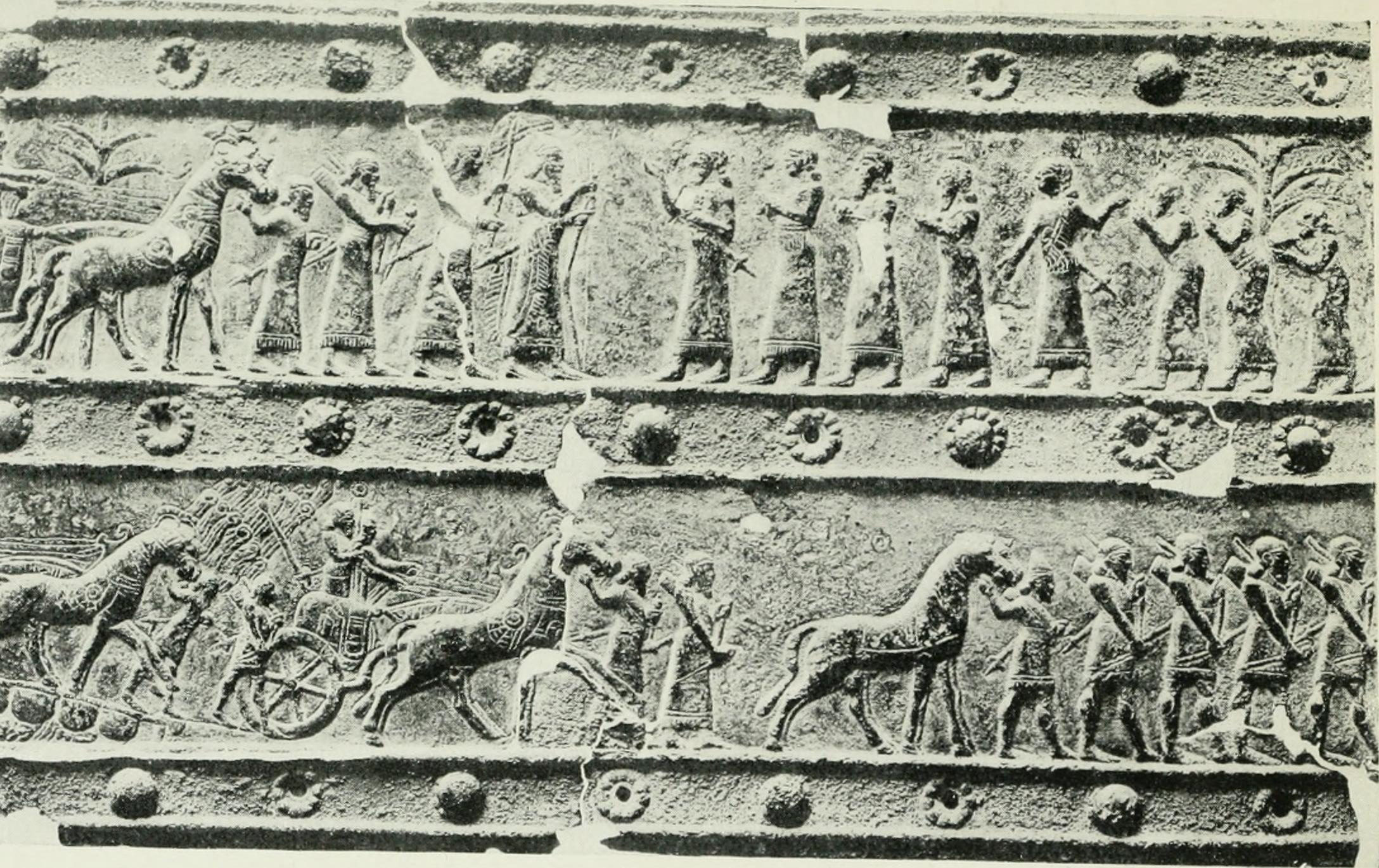
História da Babilónia desde a fundação da monarquia (em cima) até à sua queda e à conquista persa (em baixo)

A queda da Babilónia é o conjunto de eventos históricos no final do Império Neobabilónico após a cidade da Babilónia ter sido conquistada pelo Império Aqueménida em 539 a.C., sob Ciro II, o Grande.
Após a conquista Ciro é citado num cilindro (o Cilindro de Ciro) dizendo:
| “ | Eu sou Ciro, rei do mundo, grande rei, rei legítimo, rei de Babilónia, rei da Suméria e de Acade, rei das quatro extremidades [da terra], filho de Cambises, grande rei, rei de Anzã, neto de Ciro I, . . . descendente de Teíspes . . . de uma família [que] sempre [exerceu] a realeza (...) | ” |

## Antecedentes
Vários fatores acabaram por levar à queda da Babilónia. Nabonido (r. 556–539 a.C.), filho da sacerdotisa assíria Ada-Gupi, subiu ao trono em 556 a.C., depois de derrubar o jovem rei Labashi-Marduk. Com o passar do tempo, as pessoas ficaram inquietas e cada vez mais desafetadas sob seu mandato. Por um lado, o clero dedicado a Marduk odiava Nabonido porque ele suprimiu o culto de Marduk em favor do culto ao deus da lua, Sin. Além disso, durante longos períodos, o governo foi confiado ao seu filho, o principe e o co-regente Belsazar, que era um soldado capaz, mas um mau político e diplomata.
No oriente, o Império Aqueménida estava em forte expansão. O seu regente Ciro II conquistou um vasto território, que abrangia uma área correspondente aos modernos países Turquia, Arménia, Azerbaijão, Irão, Quirguistão e Afeganistão. O único poder significativo não conquistado que permaneceu no Próximo Oriente foi o Império Neobabilónico, que controlou a Mesopotâmia e os reinos submetidos, como a Síria, a Judeia, a Fenícia e partes da Arábia. A Babilónia estava intimamente relacionada com os inimigos de Ciro em outros lugares. O império era anteriormente aliado de Creso da Lídia, cujo reino foi invadido pelos persas alguns anos antes da invasão da Babilónia. Do mesmo modo, Ciro afirmou ser o legítimo sucessor dos antigos reis da Babilónia, e conseguiu ser muito popular na Babilónia, ao contrário de Nabonido.

## Invasão

Rota tomada por Ciro na invasão da Babilónia

Em 539 a.C. Ciro invadiu a Babilónia. A reconstrução histórica da queda da Babilónia às mãos do Império Aquemênida é problemática, devido às inconsistências entre os diversos documentos que servem de fonte documental. Tanto as Crónicas Mesopotâmicas como o Cilindro de Ciro descrevem que Babilónia foi tomada sem ter havido qualquer batalha, enquanto os historiadores gregos Heródoto e Xenofonte relataram que a cidade foi [cerco|sitiada] pelas forças de Ciro. O Livro de Daniel, por seu lado, relata que Babilónia foi tomada numa só noite, e que o príncipe Belsazar foi assassinado no processo. Em outra reconstrução, relata-se que Nabonido enviou o seu filho Belsazar para evitar o avanço do enorme exército persa, Belsazar foi traído por [Gobrias], governador da Assíria, que desertou para o lado persa. As forças da Babilónia foram derrotadas na batalha de Ópis. Nabonido fugiu para Borsipa, e em 12 de outubro, após os engenheiros de Ciro terem conseguido desviar as águas do rio Eufrates, «os soldados de Ciro entraram em Babilónia sem lutar». A obra Ciropédia de Xenofonte diz que Belsazar foi assassinado, mas o relato não se considera fidedigno sob esta reconstrução dos eventos.
A Crónica de Nabonido declara que após a batalha em Ópis, «no décimo-quarto dia [6 de outubro] Sipar foi capturado sem batalha. Nabonido fugiu». A redação da crónica implica que Nabonido tenha estado presente em Sipar quando chegaram os persas. Ciro permaneceu em Sipar, e «no décimo-sexto dia [12 de outubro] Ug / Gubaru Gobrias, governador dos Gútios, e o exército de Ciro entraram em Babilónia sem batalha». O mesmo Nabonido foi capturado pouco depois quando regressou a Babilónia. O seu destino final não é claro, mas segundo Berosso, historiador babilónico do século III a.C., Nabonido foi salvo e foi para o exílio na Carmânia, onde morreu anos depois. As tropas persas tomaram o controle da cidade, embora a Crónica de Nabonido proporcione poucos detalhes de como teria isto ocorrido. A crónica faz notar que o exército conquistador protegeu os templos mais importantes da cidade. Dezessete dias mais tarde, em 29 de outubro, Ciro entrou em Babilónia, onde foi proclamado rei, emitiu proclamações reais e nomeou governadores para o seu reino recém-conquistado.

## Consequências
Após a queda, a Babilónia ficou sob domínio estrangeiro pela primeira vez. Foi estabelecido um novo sistema de governo e tornou-se num estado multinacional persa. Este sistema de governo chegou ao apogeu depois da conquista do Egito por Cambises II durante o reinado de Dario I, e recebeu fundamento ideológico na inscrição dos reis persas.
Por outro lado, a invasão da Babilónia por Ciro foi facilitada pela existência de uma parte da população descontente com a administração do Estado e com a presença de exiliados estrangeiros como os judeus, que tinham sido colocados no meio do país. Um dos primeiros atos de Ciro foi permitir que estes exiliados regressassem a casa, levando consigo artigos sagrados. A permissão para o fazer estava incluída numa proclamação real, pela qual o conquistador se esforçava por justificar a sua pretensão ao trono da Babilónia. Diz-se que os judeus inicialmente saudaram os persas como libertadores. Ciro enviou os exiliados judeus de volta a Israel a partir do cativeiro da Babilónia. Embora os judeus nunca se rebelassem contra a ocupação persa, permaneceram inquietos no período de Dario I consolidando o seu poder, e sob Artaxerxes I, sem tomar armas nem exercer represálias sobre o governo persa.
Entre os babilónios, os sentimentos de que ninguém tinha direito a governar sobre a Ásia Ocidental continuaram fortes, até que Bel e os seus sacerdotes consagraram Ciro no cargo; em consequência, este assumiu o título imperial de Rei da Babilónia. Ciro afirmou ser o sucessor legítimo dos antigos reis da Babilónia e o vingador de Bel-Marduk, e autodescreveu-se como salvador escolhido por Marduk para restaurar a ordem e a justiça.